# Chi Đồng tiền
Đồng tiền hay cúc đồng tiền (danh pháp khoa học: Gerbera L.) là một chi của một số loài cây cảnh trong họ Cúc (Asteraceae).
Tên gọi Gerbera được đặt theo tên nhà tự nhiên học người Đức Traugott Gerber, một người bạn của Carolus Linnaeus.
Chi này có khoảng 30-100 loài sống hoang dã, phân bổ ở Nam Mỹ, châu Phi đại lục, Madagascar và vùng nhiệt đới châu Á. Miêu tả khoa học đầu tiên về chi Gerbera đã được J.D. Hooker thực hiện trong tạp chí thực vật Curtis năm 1889 khi ông miêu tả Gerbera jamesonii, một loài ở Nam Phi được biết dưới tên gọi cúc Transvaal hay cúc Barberton.
Các loài trong chi Gerbera có cụm hoa dạng đầu lớn với các chiếc hoa tia hai môi nổi bật có màu vàng, da cam, trắng, hồng hay đỏ. Cụm hoa dạng đầu có bề ngoài dường như là một bông hoa, trên thực tế là tập hợp của hàng trăm hoa nhỏ riêng biệt. Hình thái của các hoa nhỏ phụ thuộc nhiều vào vị trí của chúng trong cụm hoa.
Chi Gerbera rất phổ biến và được trồng làm cây trang trí trong các mảnh vườn hay được cắt để cắm. Các giống trồng tại vườn chủ yếu là lai ghép chéo giữa Gerbera jamesonii và một loài khác ở Nam Phi là Gerbera viridifolia. Giống lai ghép chéo này có tên khoa học là Gerbera hybrida. Hiện nay tồn tại hàng trăm giống khác nhau. Chúng dao động mạnh về hình dạng và kích thước hoa.Màu sắc có thể là trắng, vàng, da cam, đỏ hay hồng. Ở phần trung tâm của bông hoa đôi khi có màu đen. Thông thường trên một hoa các cánh hoa có thể có một vài màu khác nhau.
Gerbera là một chi quan trọng về mặt thương mại. Nó đứng hàng thứ năm trong số các loại hoa được cắt để bán trên thế giới (chỉ sau hoa hồng, cẩm chướng, cúc đại đóa và tulip). Nó cũng được dùng như là sinh vật mô hình trong các nghiên cứu về sự hình thành của hoa.
Các loài trong chi Gerbera chứa các dẫn xuất của coumarin nguồn gốc tự nhiên.

## Các loài
- Gerbera aberdarica
- Gerbera abyssinica
- Gerbera ambigua
- Gerbera anandria: Cúc ma
  - Gerbera anandria anandria
  - Gerbera anandria densiloba
  - Gerbera anandria integripetala
  - Gerberia anadria bonatiana
- Gerbera aspleniifolia
- Gerbera aurantiaca: Cúc Hilton
- Gerbera bojeri
- Gerbera bonatiana
- Gerbera bracteata
- Gerbera brevipes
- Gerbera burchellii
- Gerbera burmanni
- Gerbera candollei
- Gerbera cavaleriei
- Gerbera chilensis
- Gerbera cineraria
- Gerbera connata
- Gerbera conrathii
- Gerbera cordata
- Gerbera coronopifolia
- Gerbera curvisquama
- Gerbera delavayi
- Gerbera discolor
- Gerbera diversifolia

- Gerbera elegans
- Gerbera elliptica
- Gerbera emirnensis
- Gerbera ferruginea
- Gerbera flava
- Gerbera galpinii
- Gerbera glandulosa
- Gerbera henryi
- Gerbera hieracioides
- Gerbera hirsuta
- Gerbera hypochaeridoides
- Gerbera integralis
- Gerbera integripetala

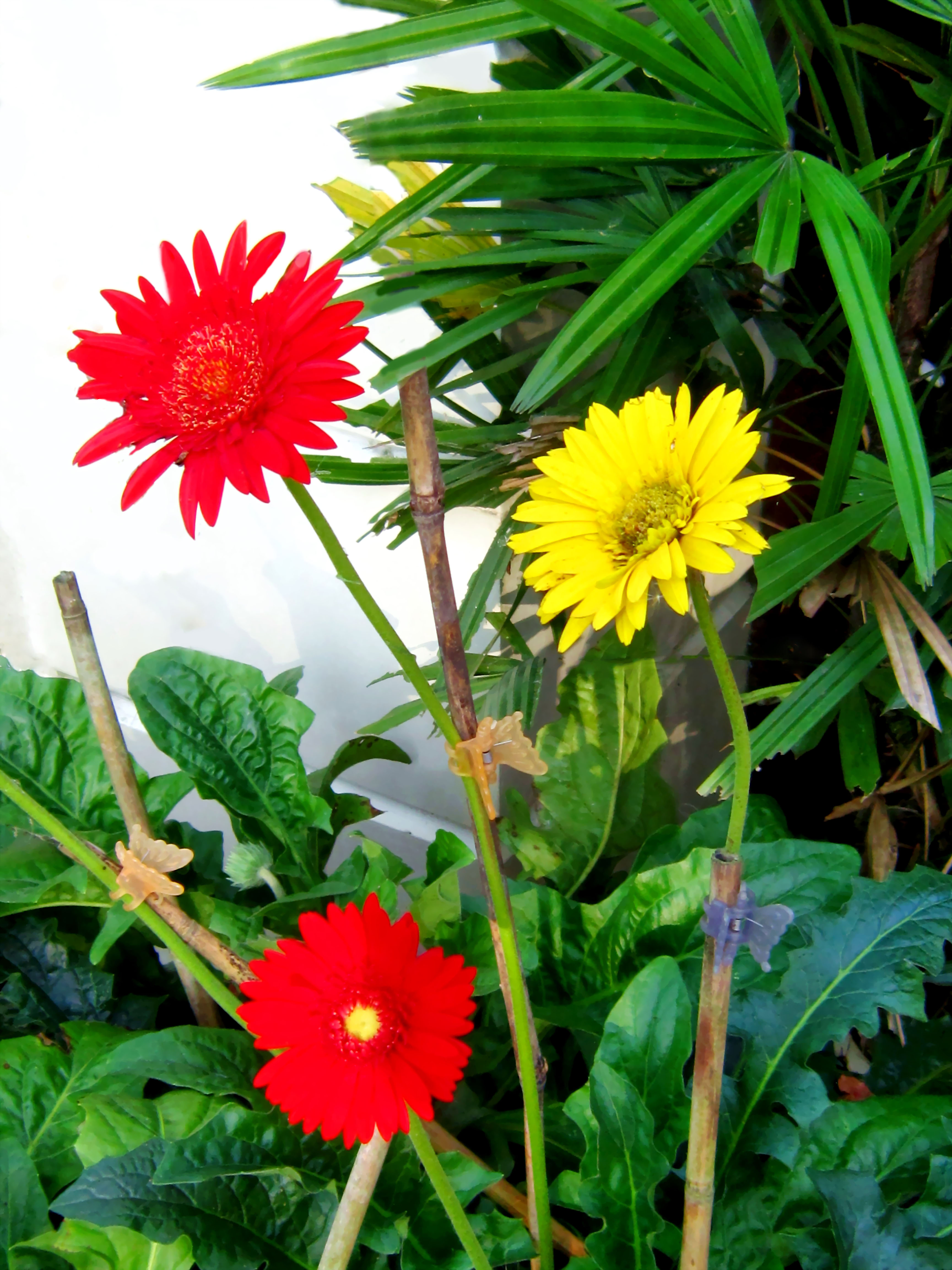
Hoa đồng tiền vàng và đỏ

- Gerbera jamesonii: Cúc đồng tiền, cúc Barberton, cúc Gerbera, cúc Transvaal
- Gerbera knorringiana
- Gerbera kokanica
- Gerbera kraussii
- Gerbera kunzeana
- Gerbera lacei
- Gerbera lagascae
- Gerbera lanuginosa
- Gerbera lasiopus
- Gerbera latiligulata
- Gerbera leandrii
- Gerbera leiocarpa
- Gerbera leucothrix
- Gerbera lijiangensis
- Gerbera lynchii
- Gerbera macrocephala
- Gerbera nepalensis
- Gerbera nervosa
- Gerbera nivea
- Gerbera parva
- Gerbera peregrina
- Gerbera perrieri
- Gerbera petasitifolia
- Gerbera piloselloides: Cúc đồng tiền dại
- Gerbera plantaginea
- Gerbera plicata
- Gerbera podophylla
- Gerbera pterodonta
- Gerbera pulvinata
- Gerbera pumila
- Gerbera randii
- Gerbera raphanifolia
- Gerbera ruficoma
- Gerbera saxatilis
- Gerbera semifloscularis
- Gerbera serotina
- Gerbera speciosa
- Gerbera tanantii
- Gerbera tomentosa
- Gerbera tuberosa
- Gerbera uncinata
- Gerbera viridifolia
- Gerbera welwitschii
- Gerbera wrightii

## Khả năng lọc không khí
Bông cúc Gerbera Daisy thuộc loài Gerbera jamesonii là một trong số các loại cây được trung tâm không gian NASA sử dụng trong quá trình nghiên cứu làm trong sạch không khí. Nó có khả năng lọc các chất khí độc Trichloroethylene và Benzen rất hiệu quả.